# Tito Flavio Sulpiciano
Tito Flavio Sulpiciano (in latino Titus Flavius Sulpicianus; Hierapatna, 145 circa – 197) è stato un senatore romano, candidato imperatore romano nel 193, quando perse la porpora durante un'"asta".

## Biografia

### Origini famigliari e carriera politica

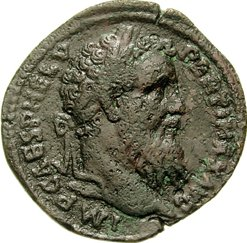
Sesterzio con l'effigie di Publio Elvio Pertinace, genero di Sulpiciano e imperatore romano dal 1º gennaio al 28 marzo 193

Sulpiciano nacque a Hierapatna, a Creta, da una famiglia di rango senatoriale; la sua carriera non è nota con precisione, ma all'inizio degli anni 170 fece parte del collegio religioso di rango senatoriale degli Arvali. Il suo cursus honorum fu però certamente positivo, in quanto fu prima console suffetto e poi governatore dell'Asia sotto l'imperatore Commodo; inoltre il suo rango gli permise di imparentarsi con Publio Elvio Pertinace, un importante generale romano, cui diede in sposa la figlia Flavia Tiziana.
Il 31 dicembre 192, cospiratori appartenenti all'aristocrazia senatoriale misero in atto un colpo di Stato contro Commodo, accusato di aver imboccato la strada dell'autocrazia: l'imperatore venne assassinato. Il colpo di Stato procedette come nei piani dei cospiratori, i quali avevano messo a capo degli eserciti provinciali dei generali capaci e leali, come Clodio Albino, Pescennio Nigro e Settimio Severo; nuovo imperatore fu acclamato Pertinace. Sulpiciano venne nominato praefectus urbi di Roma: tale incarico metteva un uomo di fiducia di Pertinace al comando delle truppe stanziate nella capitale e, contemporaneamente, rafforzava la posizione dell'imperatore, in quanto Pertinace, che non era un aristocratico, compiaceva così i senatori.

### Asta per il potere (193)
Il 28 marzo 193, però, Pertinace venne assassinato dalla guardia pretoriana, durante una sommossa nata tra i soldati insoddisfatti di aver ricevuto solo la metà del denaro promesso dall'imperatore al momento della sua salita al trono. Poiché questo assassinio non era stato preventivato, non esisteva un candidato pronto a prendere la porpora: Sulpiciano, che era stato inviato nei Castra Pretoria a controllare la situazione, colse l'attimo e chiese ai soldati, gli stessi che avevano assassinato Pertinace, di acclamarlo imperatore, promettendo loro una forte somma di denaro; forse si propose come reggente in vece del giovane figlio di Pertinace, Publio Elvio Pertinace. Sulpiciano sarebbe stato probabilmente acclamato imperatore se non fosse intervenuto Didio Giuliano, un facoltoso senatore, il quale offrì più denaro ai pretoriani per essere scelto come imperatore: iniziò così un'asta in cui i due pretendenti al trono, Sulpiciano dentro l'accampamento e Giuliano fuori dalla porta d'ingresso, offrivano alternativamente sempre più denaro. Alla fine il vincitore fu Giuliano, sia perché offrì di colpo un aumento notevole di 5.000 sesterzi, promettendone 25.000 (pari ad otto anni di paga) per ciascun pretoriano, sia perché lo stesso Giuliano insinuò che Sulpiciano, in quanto suocero di Pertinace, avrebbe poi messo a morte gli assassini dell'imperatore appena deceduto.

### Ultimi anni (193-197)

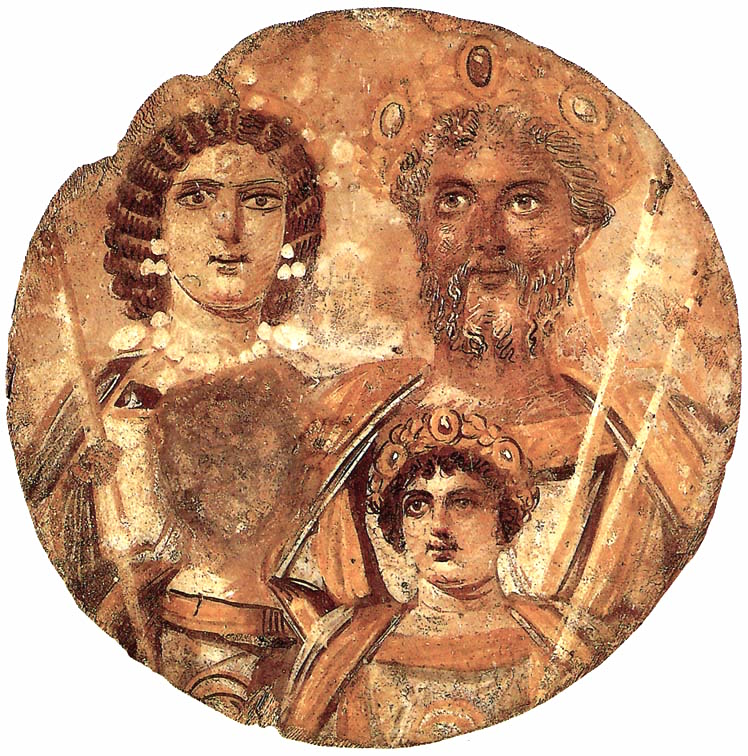
Settimio Severo, qui raffigurato assieme alla propria famiglia nel Tondo severiano, mise a morte Sulpiciano, probabilmente a seguito del sostegno di quest'ultimo al pretendente al trono Clodio Albino

Giuliano, che era comunque un senatore di una certa influenza, non fece mettere a morte Sulpiciano; accadde però che, malgrado il buon governo di Giuliano, i generali degli eserciti provinciali leali a Pertinace non lo riconobbero, dando vita così ad una guerra civile a quattro. Giuliano venne assassinato dalla popolazione inferocita all'arrivo di Settimio Severo, il quale sconfisse poi i rivali Nigro in Oriente (194) e Albino in Occidente (197); il fatto che Sulpiciano sia stato messo a morte nel 197 potrebbe indicare che durante questa guerra civile sostenne Albino.

### Fonti primarie
- Cassio Dione Cocceiano, Storia romana, lxxiv.7,11
- Historia Augusta, Pertinace e Didio Giuliano.

### Fonti secondarie
- Jona Lendering, "Titus Flavius Sulpicianus" Archiviato il 25 luglio 2014 in Internet Archive., livius.org